# 丹尼斯·奥弗比
丹尼斯·奥弗比（英語：Dennis Overbye，1944年6月2日—）是一位美国科普作家，出生于华盛顿州西雅图，专业领域为物理学和宇宙学，主要作品有《环宇孤心：探索宇宙奥秘的故事》（Lonely Hearts of the Cosmos: The Scientific Quest for the Secret of the Universe）、《恋爱中的爱因斯坦：科学罗曼史》（Einstein in Love: A Scientific Romance）等。